# Internationale Cricket-Saison 2003/04
Die internationale Cricket-Saison 2003/04 fand zwischen September 2003 und April 2004 statt. Als Wintersaison wurden vorwiegend Heimspiele der Mannschaften aus Südasien, der Karibik und Ozeanien ausgetragen. Die ausgetragenen Tests der internationalen Touren bildeten die Grundlage für die ICC Test Championship. Die ODIs bildeten den Grundstock für die ICC ODI Championship.

## Überblick

### Internationale Touren
| Beginn            | Heimteam    | Auswärtsteam | Resultate | Resultate | Artikel |
| Beginn            | Heimteam    | Auswärtsteam | Test      | ODI       | Artikel |
| ----------------- | ----------- | ------------ | --------- | --------- | ------- |
| 3. Oktober 2003   | Pakistan    | Südafrika    | 1–0 [2]   | 2–3 [5]   | Artikel |
| 8. Oktober 2003   | Indien      | Neuseeland   | 0–0 [2]   |           | Artikel |
| 9. Oktober 2003   | Australien  | Simbabwe     | 2–0 [2]   |           | Artikel |
| 21. Oktober 2003  | Bangladesch | England      | 0–2 [2]   | 0–3 [3]   | Artikel |
| 4. November 2003  | Simbabwe    | West Indies  | 0–1 [2]   | 2–3 [5]   | Artikel |
| 18. November 2003 | Sri Lanka   | England      | 1–0 [3]   | 1–0 [3]   | Artikel |
| 29. November 2003 | Pakistan    | Neuseeland   |           | 5–0 [5]   | Artikel |
| 4. Dezember 2003  | Australien  | Indien       | 1–1 [4]   |           | Artikel |
| 12. Dezember 2003 | Südafrika   | West Indies  | 3–0 [4]   | 3–1 [5]   | Artikel |
| 19. Dezember 2003 | Neuseeland  | Pakistan     | 0–1 [2]   | 4–1 [5]   | Artikel |
| 13. Februar 2004  | Neuseeland  | Südafrika    | 1–1 [2]   | 5–1 [6]   | Artikel |
| 19. Februar 2004  | Simbabwe    | Bangladesch  | 1–0 [2]   | 2–1 [5]   | Artikel |
| 20. Februar 2004  | Sri Lanka   | Australien   | 0–3 [3]   | 2–3 [5]   | Artikel |
| 11. März 2004     | West Indies | England      | 0–3 [3]   | 2–2 [7]   | Artikel |
| 13. März 2004     | Pakistan    | Indien       | 1–2 [3]   | 2–3 [5]   | Artikel |

### Internationale Turniere
| Beginn           | Turnier                                  | Land       |
| ---------------- | ---------------------------------------- | ---------- |
| 23. Oktober 2003 | TVS Cup 2003/04                          | Indien     |
| 9. Januar 2004   | VB Series 2003/04                        | Australien |
| 23. März 2004    | Americas Affiliates Championship 2003/04 | Bahamas    |

### Fortlaufende Turniere
| Dauer | Turnier                       |
| ----- | ----------------------------- |
| 2004  | ICC Intercontinental Cup 2004 |

### Internationale Touren (Frauen)
| Beginn            | Heimteam   | Auswärtsteam | Resultate | Resultate | Artikel |
| Beginn            | Heimteam   | Auswärtsteam | WTest     | WODI      | Artikel |
| ----------------- | ---------- | ------------ | --------- | --------- | ------- |
| 27. November 2003 | Indien     | Neuseeland   | 0–0 [1]   | 4–1 [5]   | Artikel |
| 10. Februar 2004  | Neuseeland | Australien   |           | 0–3 [3]   | Artikel |
| 21. Februar 2004  | Australien | Neuseeland   |           | 2–1 [3]   | Artikel |
| 15. Februar 2004  | Südafrika  | England      |           | 1–4 [5]   | Artikel |
| 26. Februar 2004  | Indien     | West Indies  |           | 5–0 [5]   | Artikel |
| 15. März 2004     | Pakistan   | West Indies  | 0–0 [1]   | 2–5 [7]   | Artikel |

## Nationale Meisterschaften
Aufgeführt sind die nationalen Meisterschaften der Full Member des ICC.
| Land                                          | First-Class                         | List A                                       | Twenty20                           |
| --------------------------------------------- | ----------------------------------- | -------------------------------------------- | ---------------------------------- |
| Australien                                    | Sheffield Shield 2003/04            | ING Cup 2003/04                              |                                    |
| Bangladesch                                   | National Cricket League 2003/04     | IMT National Cricket League One-Day 2003/04  |                                    |
| Indien                                        | Ranji Trophy 2003/04                | Ranji Trophy One Day 2003/04                 |                                    |
| Duleep Trophy 2003/04                         | Deodhar Trophy 2003/04              |                                              |                                    |
| Irani Cup 2003/04                             | NKP Salve Challenger Trophy 2003/04 |                                              |                                    |
| Neuseeland                                    | State Championship 2003/04          | State Shield 2003/04                         |                                    |
| Pakistan                                      | Quaid-e-Azam Trophy 2003/04         | Quaid-e-Azam Cup 2003/04                     |                                    |
| PCB Patron’s Trophy 2003/04                   | PCB Patron’s Cup 2003/04            |                                              |                                    |
| Simbabwe                                      | Logan Cup 2003/04                   | Inter-Provincial One-Day Competition 2003/04 |                                    |
| Sri Lanka                                     | Premier Championship 2003/04        | Premier Limited Overs Tournament 2003/04     |                                    |
| Ten Sports Interprovincial Tournament 2003/04 |                                     |                                              |                                    |
| Südafrika                                     | SuperSport Series 2003/04           | Standard Bank Cup 2003/04                    | Standard Bank Pro20 Series 2003/04 |
| West Indies                                   | Carib Beer Cup 2003/04              | Red Stripe Bowl 2003/04                      |                                    |